# Labège
Ne doit pas être confondu avec Lapège.
Labège est une commune française, limitrophe de Toulouse, située dans le nord-est du département de la Haute-Garonne en région Occitanie.
Sur le plan historique et culturel, la commune est dans le Lauragais, l'ancien « Pays de Cocagne », lié à la fois à la culture du pastel et à l’abondance des productions, et de « grenier à blé du Languedoc ». Exposée à un climat océanique altéré, elle est drainée par l'Hers-Mort, le ruisseau d'Escalquens et par divers autres petits cours d'eau. La commune possède un patrimoine naturel remarquable composé d'une zone naturelle d'intérêt écologique, faunistique et floristique.
Labège est une commune urbaine qui compte 4 316 habitants en 2022, après avoir connu une forte hausse de la population depuis 1975. Elle appartient à l'unité urbaine de Toulouse et fait partie de l'aire d'attraction de Toulouse. Ses habitants sont appelés les Labègeois ou  Labègeoises.
Le patrimoine architectural de la commune comprend un immeuble protégé au titre des monuments historiques : le pigeonnier, inscrit en 1977.

## Géographie

### Localisation
La commune de Labège se trouve dans le département de la Haute-Garonne, en région Occitanie.
Elle se situe à 11 km à vol d'oiseau de Toulouse, préfecture du département, et à 3 km de Castanet-Tolosan, bureau centralisateur du canton de Castanet-Tolosan dont dépend la commune depuis 2015 pour les élections départementales.
La commune fait en outre partie du bassin de vie de Toulouse.
Les communes les plus proches sont : 
Saint-Orens-de-Gameville (2,5 km), Escalquens (2,8 km), Castanet-Tolosan (3,0 km), Auzielle (3,2 km), Péchabou (3,6 km), Auzeville-Tolosane (3,9 km), Belberaud (4,0 km), Lauzerville (4,1 km).
Sur le plan historique et culturel, Labège fait partie du pays toulousain, une ceinture de plaines fertiles entrecoupées de bosquets d'arbres, aux molles collines semées de fermes en briques roses, inéluctablement grignotée par l'urbanisme des banlieues.
Labège est limitrophe de six autres communes.
Les communes limitrophes sont  Auzeville-Tolosane, Castanet-Tolosan, Escalquens, Ramonville-Saint-Agne, Saint-Orens-de-Gameville et Toulouse.
| Toulouse              |                  | Saint-Orens-de-Gameville |
| Ramonville-Saint-Agne | Labège           |                          |
| Auzeville-Tolosane    | Castanet-Tolosan | Escalquens               |

### Géologie
La superficie de la commune est de 765 hectares ; son altitude varie de 141  à   202 mètres.

### Hydrographie

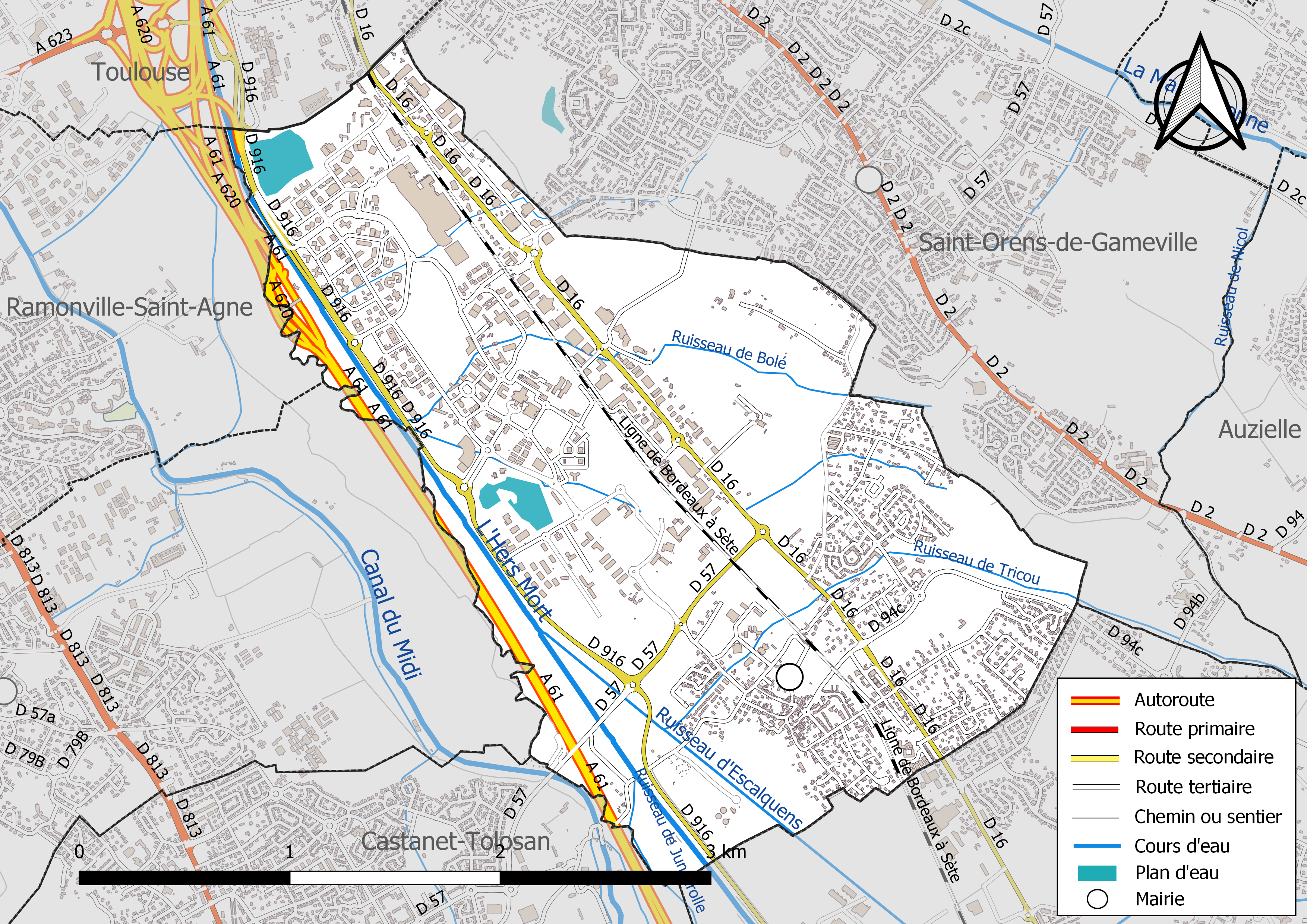
Réseaux hydrographique et routier de Labège.

La commune est dans le bassin de la Garonne, au sein du bassin hydrographique Adour-Garonne. Elle est drainée par l'Hers-Mort, le ruisseau d'Escalquens, le ruisseau de Bolé, le ruisseau de Juncarolle, le ruisseau de Tricou et par deux petits cours d'eau, constituant un réseau hydrographique de 13 km de longueur totale,.
L'Hers-Mort, d'une longueur totale de 89,3 km, prend sa source dans la commune de Laurac (11) et s'écoule du sud-est vers le nord-ouest. Il traverse la commune et se jette dans la Garonne à Grenade, après avoir traversé 40 communes.
Dans le nord-ouest du territoire communal se trouve son plus grand plan d'eau, le lac de la Justice.

### Climat
Pour des articles plus généraux, voir Climat de l'Occitanie et Climat de la Haute-Garonne.
En 2010, le climat de la commune est de type climat du Bassin du Sud-Ouest, selon une étude s'appuyant sur une série de données couvrant la période 1971-2000. En 2020, Météo-France publie une typologie des climats de la France métropolitaine dans laquelle la commune est exposée à un climat océanique altéré et est dans la région climatique Aquitaine, Gascogne, caractérisée par une pluviométrie abondante au printemps, modérée en automne, un faible ensoleillement au printemps, un été chaud (19,5 °C), des vents faibles, des brouillards fréquents en automne et en hiver et des orages fréquents en été (15 à 20 jours).
Pour la période 1971-2000, la température annuelle moyenne est de 13,5 °C, avec une amplitude thermique annuelle de 15,7 °C. Le cumul annuel moyen de précipitations est de 734 mm, avec 9,8 jours de précipitations en janvier et 5,4 jours en juillet. Pour la période 1991-2020, la température moyenne annuelle observée sur la station météorologique la plus proche, située sur la commune de Cugnaux à 15 km à vol d'oiseau, est de 14,3 °C et le cumul annuel moyen de précipitations est de 635,7 mm,. Pour l'avenir, les paramètres climatiques de la commune estimés pour 2050 selon différents scénarios d’émission de gaz à effet de serre sont consultables sur un site dédié publié par Météo-France en novembre 2022.

### Milieux naturels et biodiversité

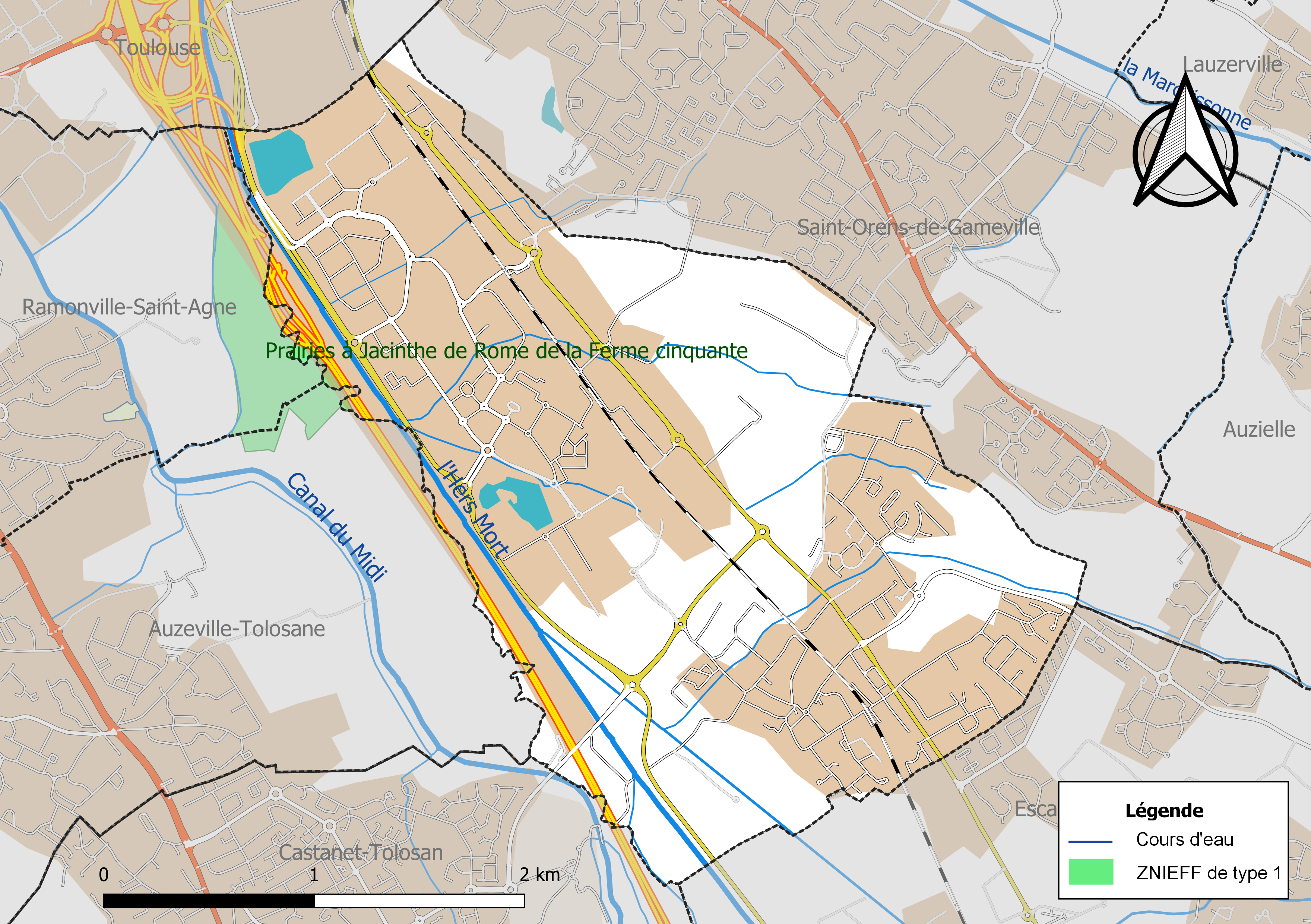
Carte de la ZNIEFF de type 1 localisée sur la commune.

L’inventaire des zones naturelles d'intérêt écologique, faunistique et floristique (ZNIEFF) a pour objectif de réaliser une couverture des zones les plus intéressantes sur le plan écologique, essentiellement dans la perspective d’améliorer la connaissance du patrimoine naturel national et de fournir aux différents décideurs un outil d’aide à la prise en compte de l’environnement dans l’aménagement du territoire.
Une ZNIEFF de type 1 est recensée sur la commune :
les « prairies à Jacinthe de Rome de la Ferme cinquante » (34 ha), couvrant 3 communes du département.

## Urbanisme

### Typologie
Au 1er janvier 2024, Labège est catégorisée ceinture urbaine, selon la nouvelle grille communale de densité à sept niveaux définie par l'Insee en 2022.
Elle appartient à l'unité urbaine de Toulouse, une agglomération inter-départementale regroupant 81  communes, dont elle est une commune de la banlieue,,. Par ailleurs la commune fait partie de l'aire d'attraction de Toulouse, dont elle est une commune de la couronne,. Cette aire, qui regroupe 527 communes, est catégorisée dans les aires de 700 000 habitants ou plus (hors Paris),.

### Occupation des sols

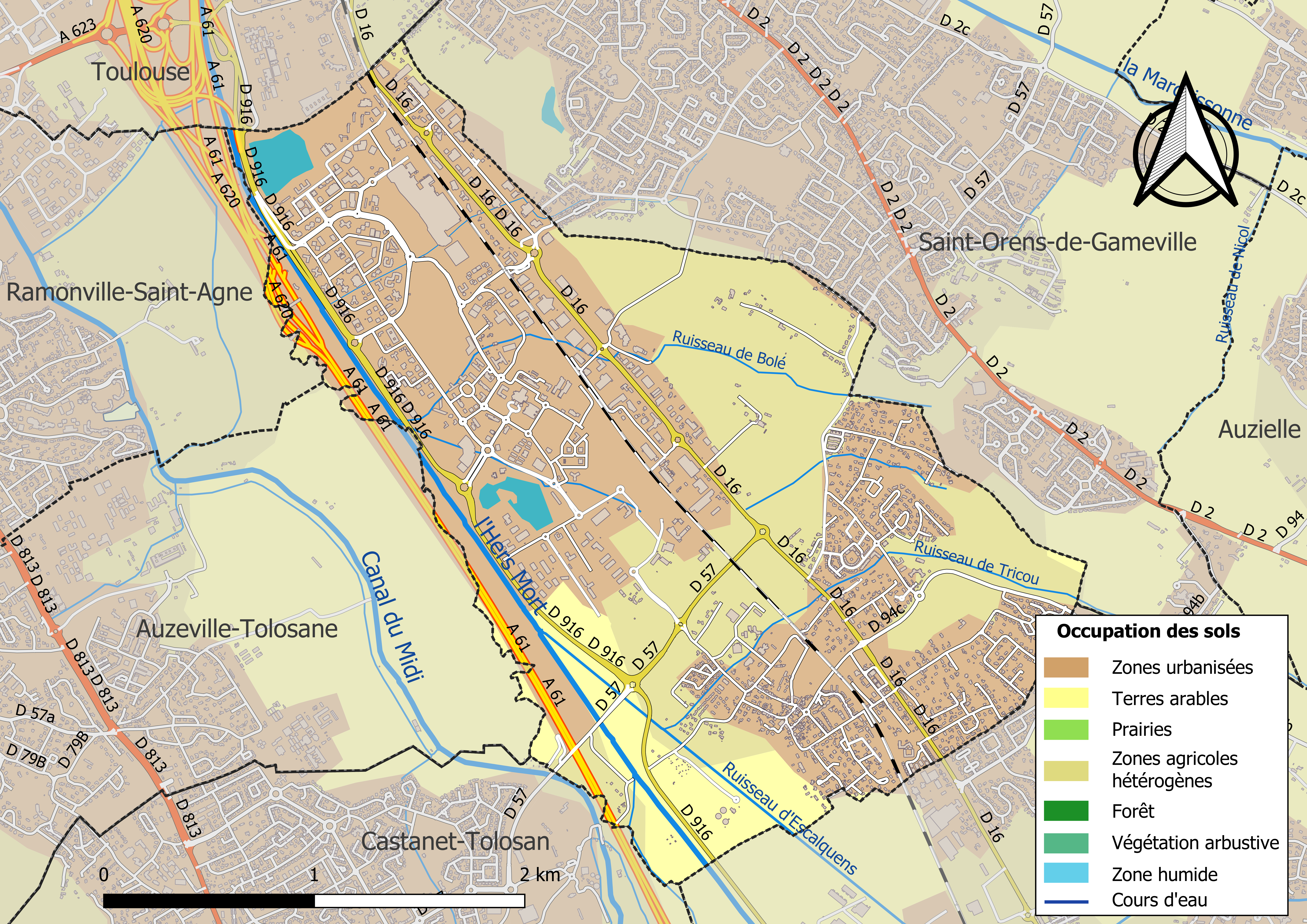
Carte des infrastructures et de l'occupation des sols de la commune en 2018 (CLC).

L'occupation des sols de la commune, telle qu'elle ressort de la base de données européenne d’occupation biophysique des sols Corine Land Cover (CLC), est marquée par l'importance des territoires artificialisés (63 % en 2018), en augmentation par rapport à 1990 (49,8 %). La répartition détaillée en 2018 est la suivante : 
zones industrielles ou commerciales et réseaux de communication (43,2 %), zones agricoles hétérogènes (29 %), zones urbanisées (19,8 %), terres arables (8 %). L'évolution de l’occupation des sols de la commune et de ses infrastructures peut être observée sur les différentes représentations cartographiques du territoire : la carte de Cassini (XVIIIe siècle), la carte d'état-major (1820-1866) et les cartes ou photos aériennes de l'IGN pour la période actuelle (1950 à aujourd'hui).

### Voies de communication et transports
- Par la route départementale : D 813 ancienne route nationale 113 ou l'A61 (sorties échangeur du Palays).

Plusieurs lignes de bus Tisséo relient la commune au métro toulousain :
- la ligne 79 part de la station de métro Ramonville jusqu'à Escalquens et Saint-Orens-de-Gameville en passant par le centre commercial de Labège et le pôle Innopole mais il existe une seconde branche qui dessert le centre-ville de Labège et qui a son terminus dans l'avenue Louis Couder située au nord de la commune ;
- la ligne 80 part de la station de métro Rangueil jusqu'à Escalquens et Belberaud en passant par le nord du centre commercial de Labège et l'avenue de Baziège ;
- la ligne 109 part de Malepère à Toulouse jusqu'à Castanet-Tolosan en passant par le pôle Innopole ainsi que la halte SNCF de Labège-Innopole.
- Par l'avion : l'aéroport Toulouse-Blagnac.

La commune compte deux gares sur son territoire, la gare de Labège-Innopole, située à proximité de la zone commerciale à l'ouest, et la halte de Labège-Village, située en centre-ville. Ces deux gares sont desservies par des TER Occitanie effectuant des liaisons entre Toulouse-Matabiau, Castelnaudary, Narbonne et Perpignan.

### Risques majeurs
Le territoire de la commune de Labège est vulnérable à différents aléas naturels : météorologiques (tempête, orage, neige, grand froid, canicule ou sécheresse), inondations et séisme (sismicité très faible). Il est également exposé à un risque technologique, la rupture d'un barrage. Un site publié par le BRGM permet d'évaluer simplement et rapidement les risques d'un bien localisé soit par son adresse soit par le numéro de sa parcelle.

#### Risques naturels
Certaines parties du territoire communal sont susceptibles d’être affectées par le risque d’inondation par débordement de cours d'eau, notamment l'Hers-Mort. La commune a été reconnue en état de catastrophe naturelle au titre des dommages causés par les inondations et coulées de boue survenues en 1982, 1999, 2009 et 2022,.

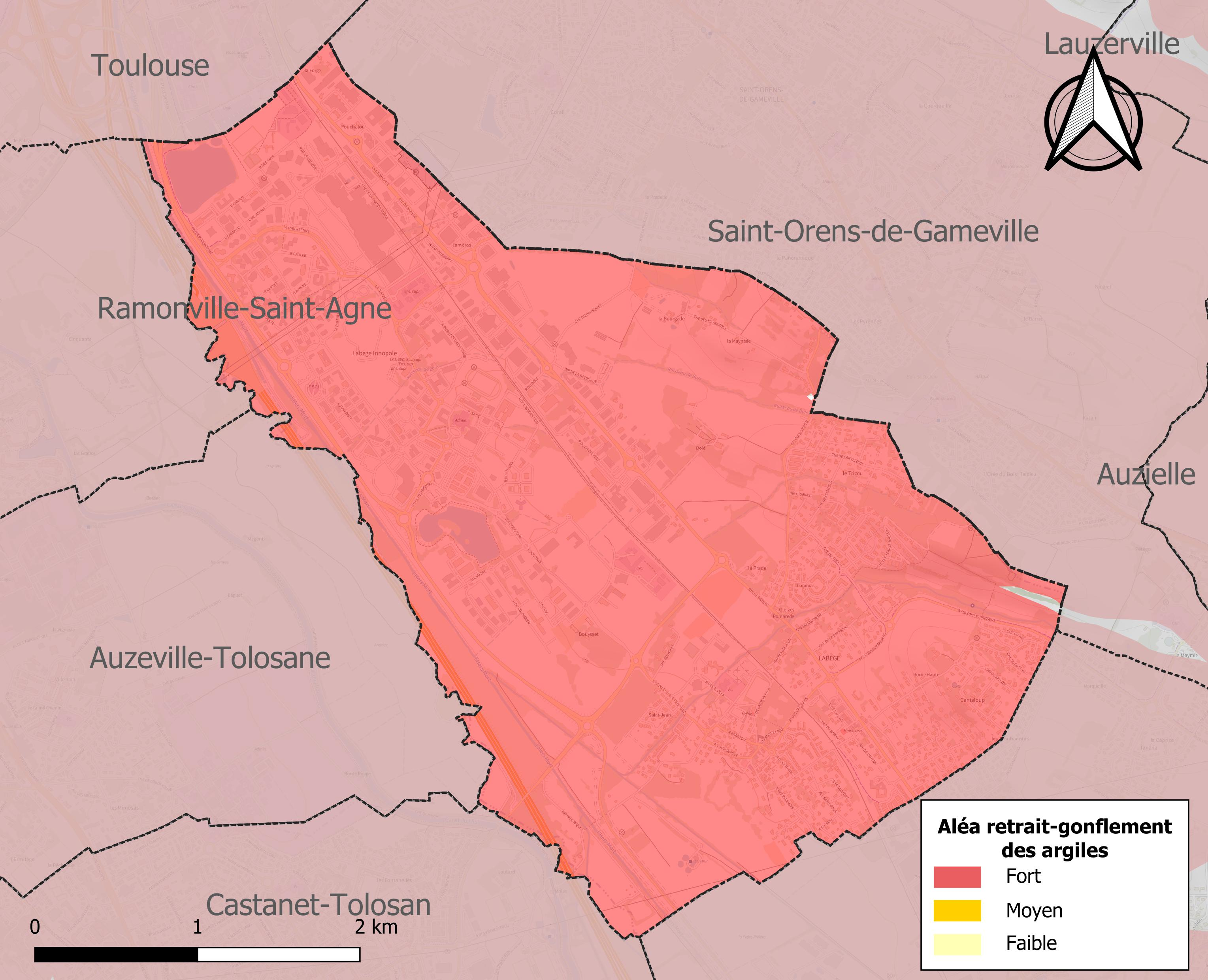
Carte des zones d'aléa retrait-gonflement des sols argileux de Labège.

Le retrait-gonflement des sols argileux est susceptible d'engendrer des dommages importants aux bâtiments en cas d’alternance de périodes de sécheresse et de pluie. 99,9 % de la superficie communale est en aléa moyen ou fort (88,8 % au niveau départemental et 48,5 % au niveau national). Sur les 1 021 bâtiments dénombrés sur la commune en 2019, 1 021 sont en aléa moyen ou fort, soit 100 %, à comparer aux 98 % au niveau départemental et 54 % au niveau national. Une cartographie de l'exposition du territoire national au retrait gonflement des sols argileux est disponible sur le site du BRGM,.
Par ailleurs, afin de mieux appréhender le risque d’affaissement de terrain, l'inventaire national des cavités souterraines permet de localiser celles situées sur la commune.
Concernant les mouvements de terrains, la commune a été reconnue en état de catastrophe naturelle au titre des dommages causés par la sécheresse en 1989, 1998, 2003, 2011, 2016, 2017, 2019 et 2020 et par des mouvements de terrain en 1999.

#### Risques technologiques
La commune est en outre située en aval du barrage de l'Estrade sur la Ganguise (département de l'Aude). À ce titre elle est susceptible d’être touchée par l’onde de submersion consécutive à la rupture de cet ouvrage.

## Toponymie
Une forme ancienne est Lapidea (villa), qui proviendrait d'un surnom latin Lapideus, ou de l'adjectif lapideus, en pierre.
Le nom est orthographié la Bège sur les cartes de Cassini (XVIIIe siècle) et d'État-Major (XIXe siècle).

## Histoire
Quelques traces romaines sont visibles à Labège. Mais aucun village n'est alors présent sur cette commune. Il s'agirait essentiellement d'un lieu de passage secondaire entre Toulouse et Narbonne, via Baziège[réf. nécessaire]. Même au Moyen Âge, l'habitat est dispersé. Il existe une église, mais annexe de la paroisse de Belberaud, et dont les dîmes sont perçues par le chapitre de Saint-Étienne.
Au XIVe siècle, une seigneurie de Labège existe dans des documents d'époque. Elle est achetée en 1360, avec celles de Drémil et d'Auzil, par le cardinal Hélie de Talleyrand-Périgord pour assurer des revenus au collège Saint-Front de Périgord (plus connu sous le nom de collège de Périgord) qu'il vient de fonder à Toulouse, collège qui en restera propriétaire pendant quatre siècles. Le village se forme alors autour de l'église dès la fin de la Renaissance.
À partir de 1960, Labège accueille de nombreux bureaux et laboratoires sur le site de Labège Innopole.

### Héraldique
| Labège | Son blasonnement est : D'or aux deux pals de sable. |

## Politique et administration

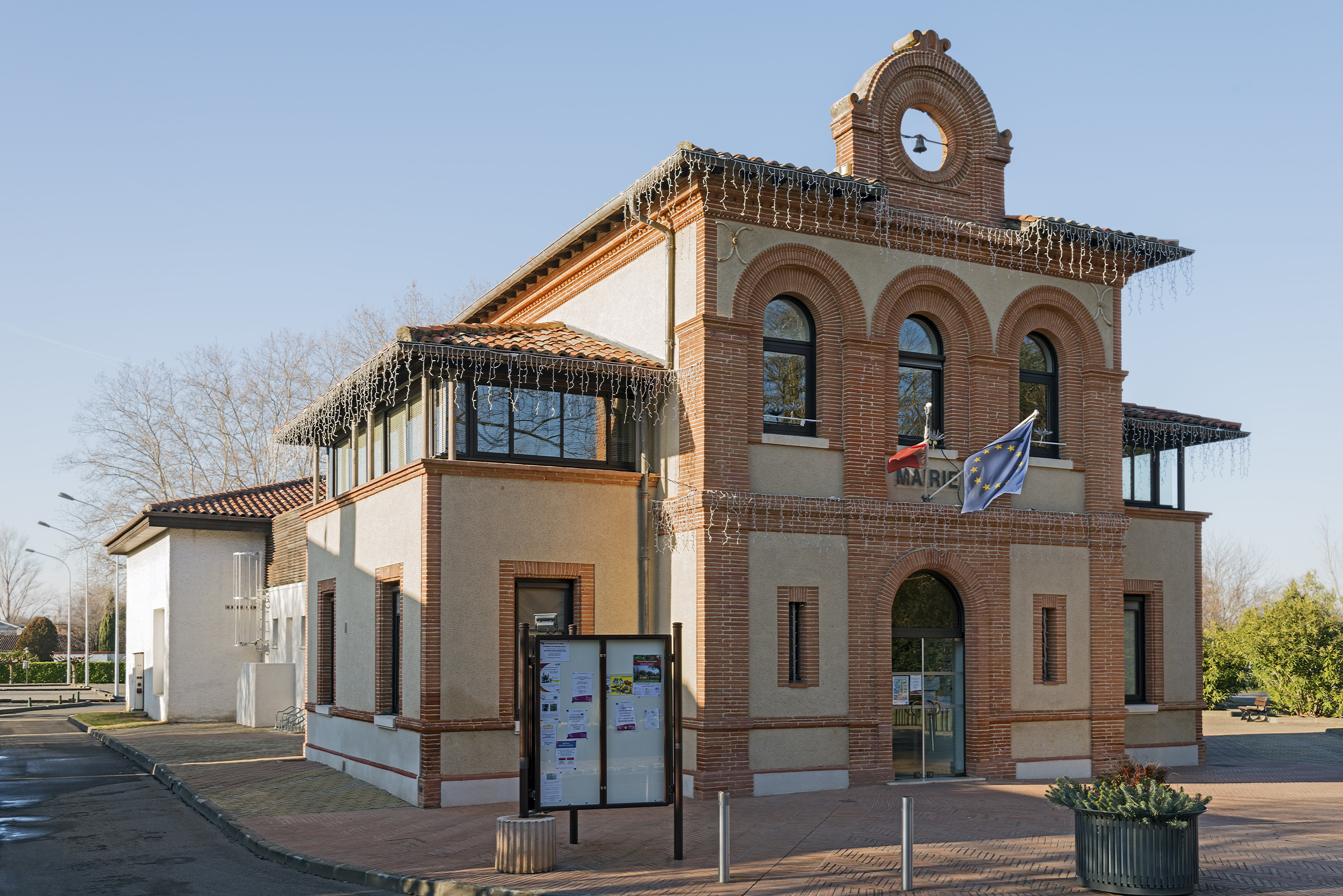
La mairie

### Administration municipale
Le nombre d'habitants au recensement de 2017 étant compris entre 3 500 habitants et 4 999 habitants, le nombre de membres du conseil municipal pour l'élection de 2020 est de vingt-sept,.

### Rattachements administratifs et électoraux
Commune faisant partie de la dixième circonscription de la Haute-Garonne, de la communauté d'agglomération du Sicoval et du canton de Castanet-Tolosan.

### Politique de développement durable
La commune a engagé une politique de développement durable en lançant une démarche d'Agenda 21.
La collecte et le traitement des déchets des ménages et des déchets assimilés ainsi que la protection et la mise en valeur de l'environnement se font dans le cadre du Sicoval.

## Démographie
L'évolution du nombre d'habitants est connue à travers les recensements de la population effectués dans la commune depuis 1793. Pour les communes de moins de 10 000 habitants, une enquête de recensement portant sur toute la population est réalisée tous les cinq ans, les populations de référence des années intermédiaires étant quant à elles estimées par interpolation ou extrapolation. Pour la commune, le premier recensement exhaustif entrant dans le cadre du nouveau dispositif a été réalisé en 2008.

En 2022, la commune comptait 4 316 habitants, en évolution de +4,83 % par rapport à 2016 (Haute-Garonne : +8,02 %, France hors Mayotte : +2,11 %).
| 1793 | 1800 | 1806 | 1821 | 1831 | 1836 | 1841 | 1846 | 1851 |
| ---- | ---- | ---- | ---- | ---- | ---- | ---- | ---- | ---- |
| 355  | 367  | 393  | 416  | 467  | 508  | 509  | 538  | 476  |

| 1856 | 1861 | 1866 | 1872 | 1876 | 1881 | 1886 | 1891 | 1896 |
| ---- | ---- | ---- | ---- | ---- | ---- | ---- | ---- | ---- |
| 453  | 473  | 485  | 469  | 412  | 443  | 428  | 440  | 424  |

| 1901 | 1906 | 1911 | 1921 | 1926 | 1931 | 1936 | 1946 | 1954 |
| ---- | ---- | ---- | ---- | ---- | ---- | ---- | ---- | ---- |
| 432  | 467  | 448  | 423  | 416  | 440  | 438  | 439  | 498  |

| 1962 | 1968 | 1975  | 1982  | 1990  | 1999  | 2006  | 2008  | 2013  |
| ---- | ---- | ----- | ----- | ----- | ----- | ----- | ----- | ----- |
| 585  | 683  | 1 403 | 1 628 | 2 148 | 3 152 | 3 461 | 3 525 | 4 260 |

| 2018  | 2022  | - | - | - | - | - | - | - |
| ----- | ----- | - | - | - | - | - | - | - |
| 3 972 | 4 316 | - | - | - | - | - | - | - |

| selon la population municipale des années : | 1968 | 1975 | 1982 | 1990 | 1999 | 2006 | 2009 | 2013 |
| Rang de la commune dans le département      | 105  | 67   | 75   | 65   | 50   | 53   | 53   | 51   |
| Nombre de communes du département           | 592  | 582  | 586  | 588  | 588  | 588  | 589  | 589  |

## Économie

### Revenus
En 2018  (données Insee publiées en septembre 2021), la commune compte 1 529 ménages fiscaux, regroupant 3 441 personnes. La médiane du revenu disponible par unité de consommation est de 25 530 € (23 140 € dans le département). 56 % des ménages fiscaux sont imposés (55,3 % dans le département).

### Emploi
|                | 2008  | 2013  | 2018  |
| -------------- | ----- | ----- | ----- |
| Commune        | 4 %   | 6,7 % | 6,7 % |
| Département    | 7,7 % | 9,6 % | 9,3 % |
| France entière | 8,3 % | 10 %  | 10 %  |

En 2018, la population âgée de 15 à 64 ans s'élève à 2 762 personnes, parmi lesquelles on compte 62,5 % d'actifs (55,8 % ayant un emploi et 6,7 % de chômeurs) et 37,5 % d'inactifs,. Depuis 2008, le taux de chômage communal (au sens du recensement) des 15-64 ans est inférieur à celui de la France et du département.
La commune fait partie de la couronne de l'aire d'attraction de Toulouse, du fait qu'au moins 15 % des actifs travaillent dans le pôle,. Elle compte 14 267 emplois en 2018, contre 12 350 en 2013 et 12 475 en 2008. Le nombre d'actifs ayant un emploi résidant dans la commune est de 1 558, soit un indicateur de concentration d'emploi de 915,7 % et un taux d'activité parmi les 15 ans ou plus de 51 %.
Sur ces 1 558 actifs de 15 ans ou plus ayant un emploi, 416 travaillent dans la commune, soit 27 % des habitants. Pour se rendre au travail, 79,4 % des habitants utilisent un véhicule personnel ou de fonction à quatre roues, 8,2 % les transports en commun, 9,8 % s'y rendent en deux-roues, à vélo ou à pied et 2,6 % n'ont pas besoin de transport (travail au domicile).

### Activités hors agriculture

#### Secteurs d'activités
1 664 établissements sont implantés  à Labège au 31 décembre 2019. Le tableau ci-dessous en détaille le nombre par secteur d'activité et compare les ratios avec ceux du département,.
| Secteur d'activité                                                                                        | Commune | Commune | Département |
| Secteur d'activité                                                                                        | Nombre  | %       | %           |
| --- | ------- | ------- | ----------- |
| Ensemble                                                                                                  | 1 664   | 100 %   | (100 %)     |
| Industrie manufacturière, industries extractives et autres                                                | 83      | 4,9 %   | (5,7 %)     |
| Construction                                                                                              | 91      | 5,5 %   | (12 %)      |
| Commerce de gros et de détail, transports, hébergement et restauration                                    | 442     | 26,6 %  | (25,9 %)    |
| Information et communication                                                                              | 202     | 12,1 %  | (4,1 %)     |
| Activités financières et d'assurance                                                                      | 129     | 7,8 %   | (3,8 %)     |
| Activités immobilières                                                                                    | 58      | 3,5 %   | (4,2 %)     |
| Activités spécialisées, scientifiques et techniques et activités de services administratifs et de soutien | 441     | 26,5 %  | (19,8 %)    |
| Administration publique, enseignement, santé humaine et action sociale                                    | 144     | 8,7 %   | (16,6 %)    |
| Autres activités de services                                                                              | 74      | 4,4 %   | (7,9 %)     |

Le secteur du commerce de gros et de détail, des transports, de l'hébergement et de la restauration est prépondérant sur la commune puisqu'il représente 26,6 % du nombre total d'établissements de la commune (442 sur les 1664 entreprises implantées  à Labège), contre 25,9 % au niveau départemental.

#### Entreprises et commerces
Les cinq entreprises ayant leur siège social sur le territoire communal qui génèrent le plus de chiffre d'affaires en 2020 sont : 
- Scalian DS, conseil en systèmes et logiciels informatiques (109 651 k€)
- Bernard Pages, commerce de gros (commerce interentreprises) de minerais et métaux (91 349 k€)
- Scalian Op, conseil pour les affaires et autres conseils de gestion (71 322 k€)
- Premium Auto Distribution, commerce de voitures et de véhicules automobiles légers (61 848 k€)
- Plastisud, fabrication de moules et modèles (55 119 k€)

La commune est constituée de deux pôles complètement différents. Au nord-ouest vers Toulouse, se trouve Labège Innopole rebaptisé Enova, le centre économique de la commune avec des centres commerciaux (centre commercial Carrefour Labège 2), un cinéma Gaumont, des restaurants et de nombreuses entreprises (Diagora, Sud Radio) ainsi que l'IoT Valley, une communauté d'entreprises (e.g. Sigfox, Donecle) spécialisée dans l'internet des objets.
Au sud-est se trouve le pôle résidentiel avec Labège-village qui est le village avec ses commerces de proximité et la plupart de ses habitants. Ces deux zones sont séparées par une zone verte.

### Agriculture
|               | 1988 | 2000 | 2010 | 2020 |
| ------------- | ---- | ---- | ---- | ---- |
| Exploitations | 16   | 8    | 10   | 4    |
| SAU (ha)      | 304  | 25   | 42   | 13   |

La commune est dans le Lauragais, une petite région agricole occupant le nord-est du département de la Haute-Garonne, dont les coteaux portent des grandes cultures en sec avec une dominante blé dur et tournesol. En 2020, l'orientation technico-économique de l'agriculture  sur la commune est la polyculture et/ou le polyélevage. Quatre exploitations agricoles ayant leur siège dans la commune sont dénombrées lors du recensement agricole de 2020 (16 en 1988). La superficie agricole utilisée est de 13 ha,,.

## Vie pratique
À Labège Innopole a lieu une fois par an le Toulouse Game Show Springbreak, le rendez-vous des amoureux des jeux vidéo et de l'animation japonaise.

### Enseignement
Labège fait partie de l'académie de Toulouse.
L'éducation est assurée sur la commune de Labège par une crèche, une école maternelle et une école primaire, ainsi que par l'École nationale supérieure des ingénieurs en arts chimiques et technologiques.
La première école primaire a été décidée par le conseil municipal le 8 mai 1833. Pascal Avignon qui exerçait déjà sur la commune en tant qu’instituteur libre a été nommé instituteur. Auparavant l'instruction était donnée par les curés de la paroisse.

### Santé
Centre Médical de l'Autan, Clinique vétérinaire, maison de retraite Bastide Médicis,

### Culture et festivités
Comité des fêtes, Médiathèque

### Activités sportives
Une salle de sport, ainsi que le plus grand club de pétanque de la région[réf. nécessaire], club de football le Labège Football Club, cyclisme, trial, handball (CIEL 31), Basket-ball (BLAC), savate

#### Basket-ball
Le basket-ball est en 2017 sous la tutelle du Basket Labège Auzeville Club qui associe les équipes de Labège et d'Auzeville Tolosane.
Auparavant, ce sport se pratiquait sous l'égide du foyer rural. Le premier "terrain" dans les années 1963 environ était la place du village. Plus tard, un terrain fut aménagé derrière la mairie, à côté de l'ancienne école primaire. Les encadrants étaient des bénévoles, la responsable du club a amené les enfants (garçons et filles) en gravissant au plus haut des échelons régionaux.
Le Pétanque Club Labégeois, créé en 1962, s'est doté le 24 septembre 2006, d'un boulodrome couvert.

## Culture locale et patrimoine

### Lieux et monuments
- La place Saint-Barthélemy avec sa maison de maître ornée d'un cadran solaire, de 1906, la Maison Pastel et la Maison Salvan, le restaurant et la sculpture-fontaine. De la place partent la rue Baratou en direction de Castanet, la rue de la Mairie et la rue de l'Ancien Château qui passe devant l'église et ceinture le reste du vieux village.
- La maison Salvan, espace consacré à l'art contemporain (expositions et résidences d'artistes nationaux et internationaux), mais également à la création contemporaine (concerts, conférences, atelier pédagogiques, etc.)[54].
- Église Saint-Barthélemy du XIXe siècle ; il est fait mention d'une première église en 1232 ; plusieurs églises brûlées et reconstruites, notamment la deuxième de 1518 à 1570, détruite par les Huguenots.
- L'ancien presbytère aujourd'hui école de musique dédiée à Claude Nougaro.
- Le pigeonnier du Bouysset datant du XVIIIe siècle inscrit aux monuments historiques depuis le 11 juillet 1977.
- Le monument aux morts près du cimetière.
- Les fontaines Saint-Sernin et du Laurier sont connues pour leurs eaux curatives. Une légende raconte que saint Sernin se serait arrêté à Labège et donna à la fontaine de Saint-Sernin le pouvoir de guérir.

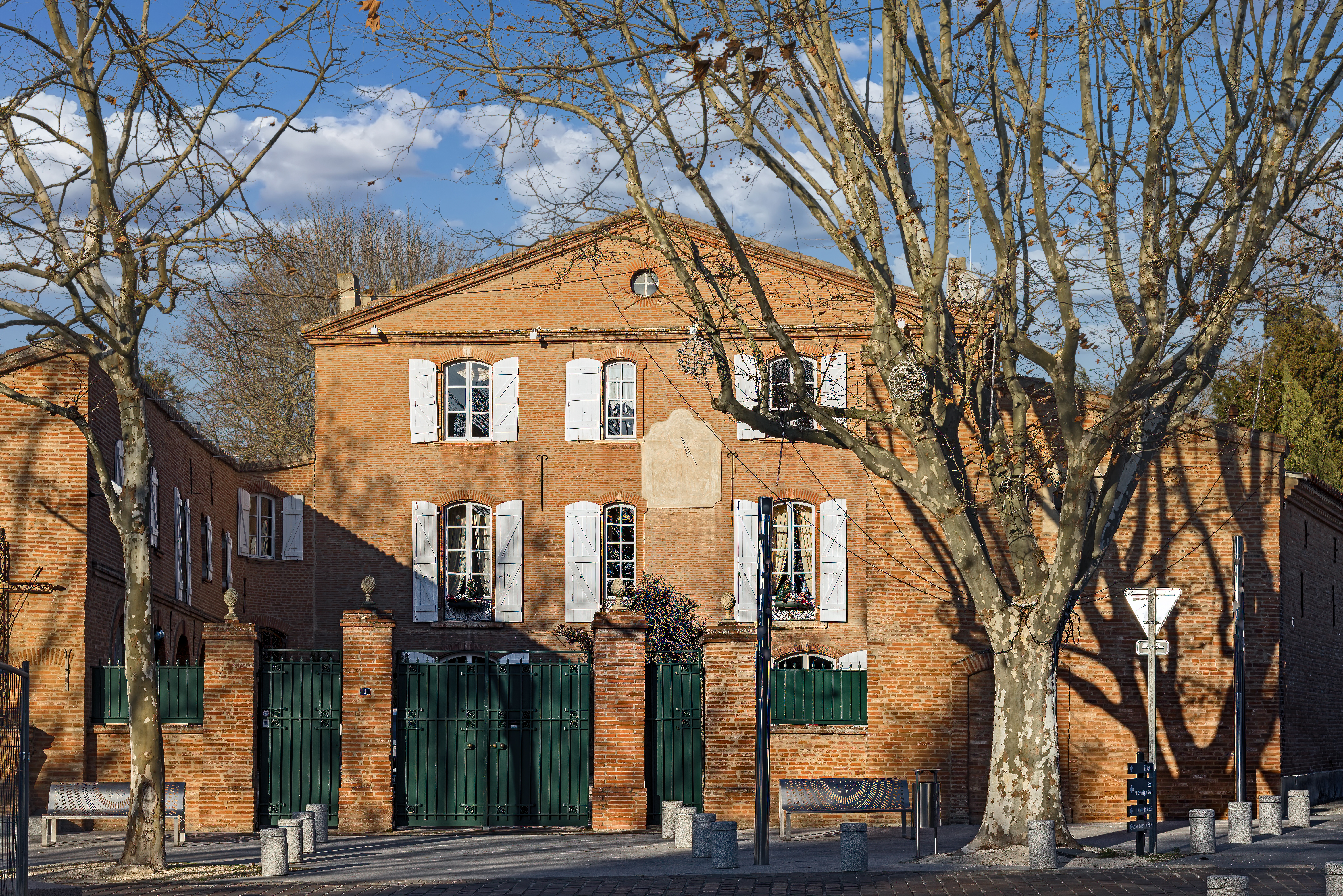
Place Saint-Barthélemy - maison de maître
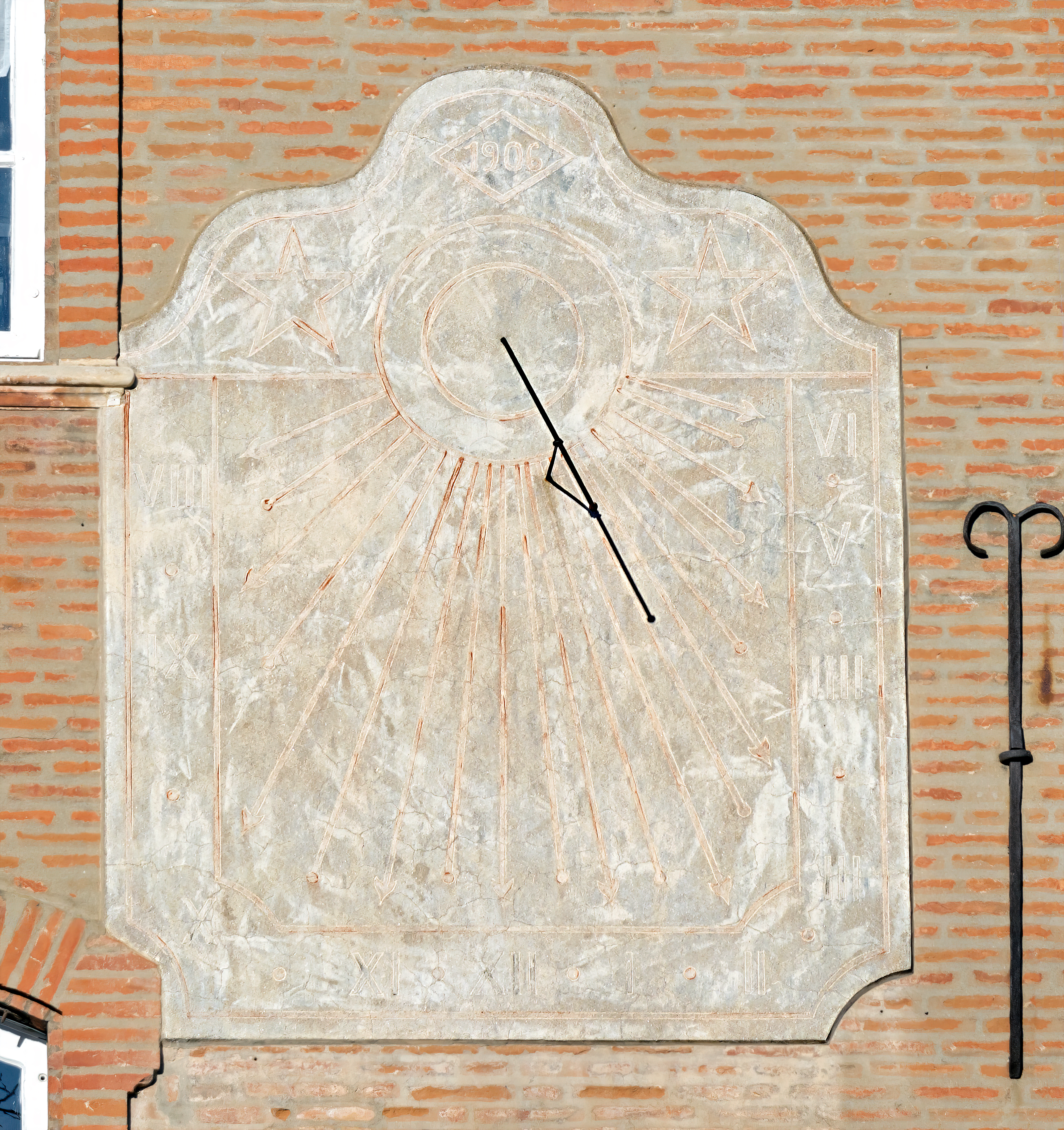
Cadran solaire de 1906
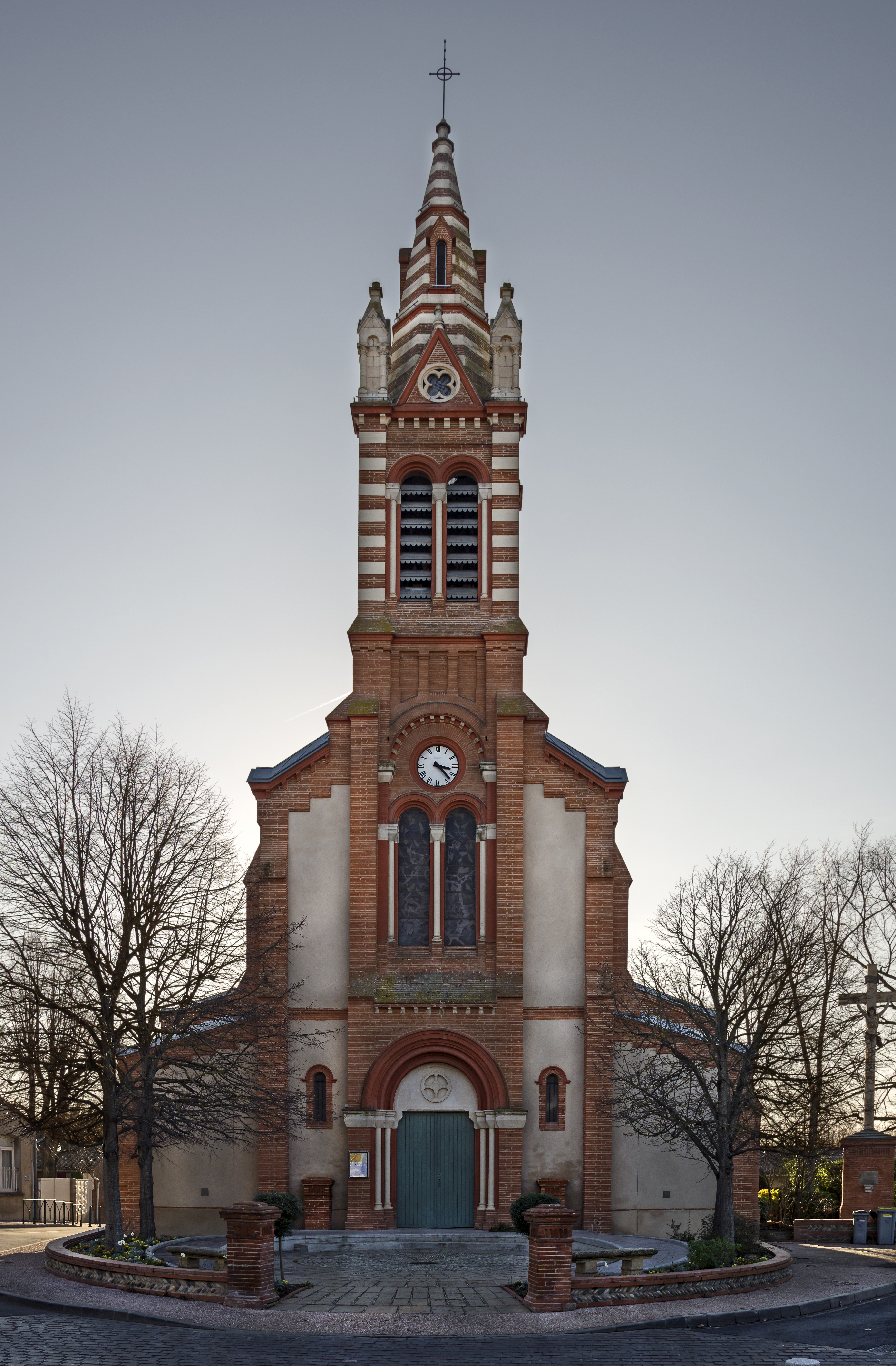
La façade de l'église Saint-Barthélemy.
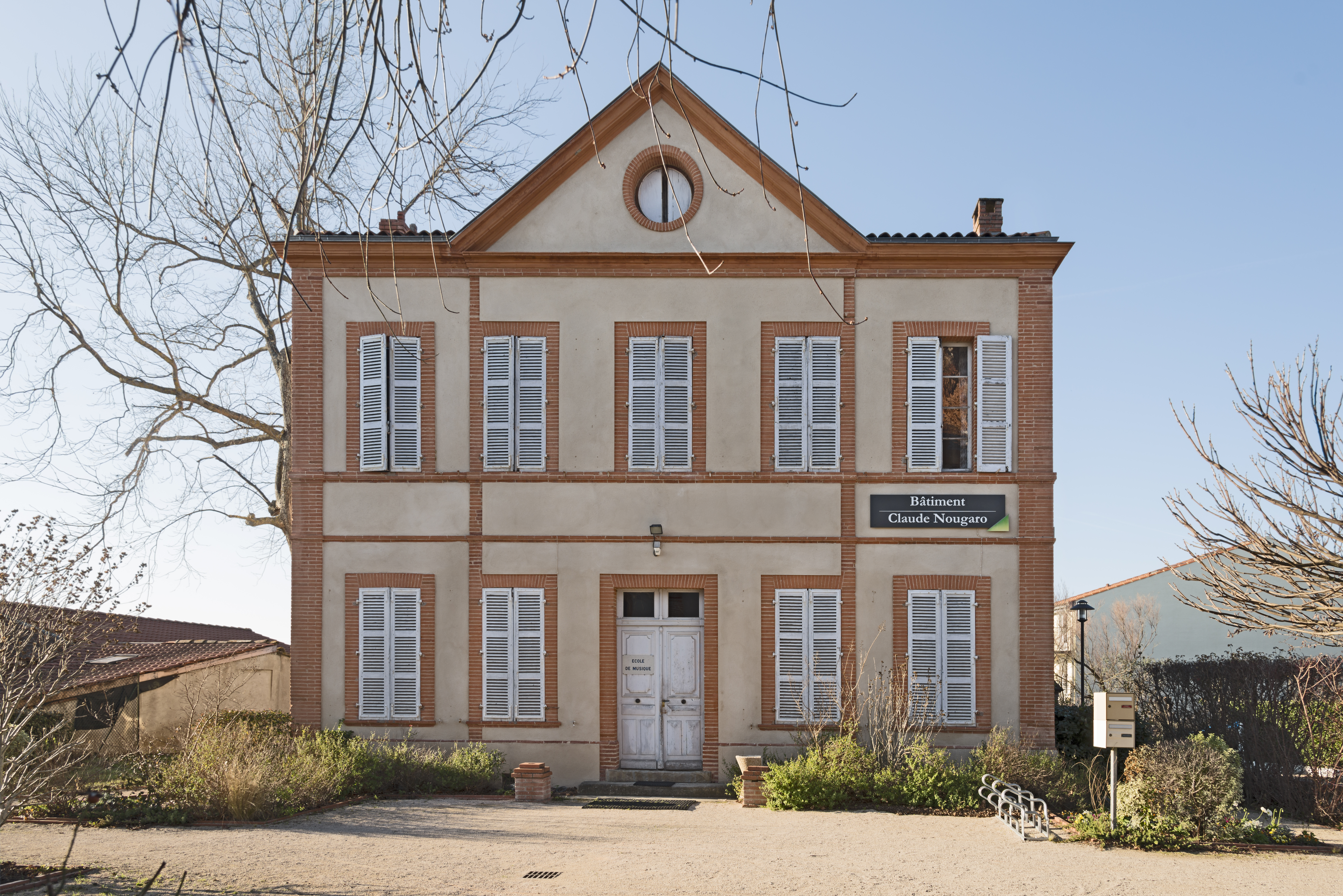
L'école de musique Claude-Nougaro
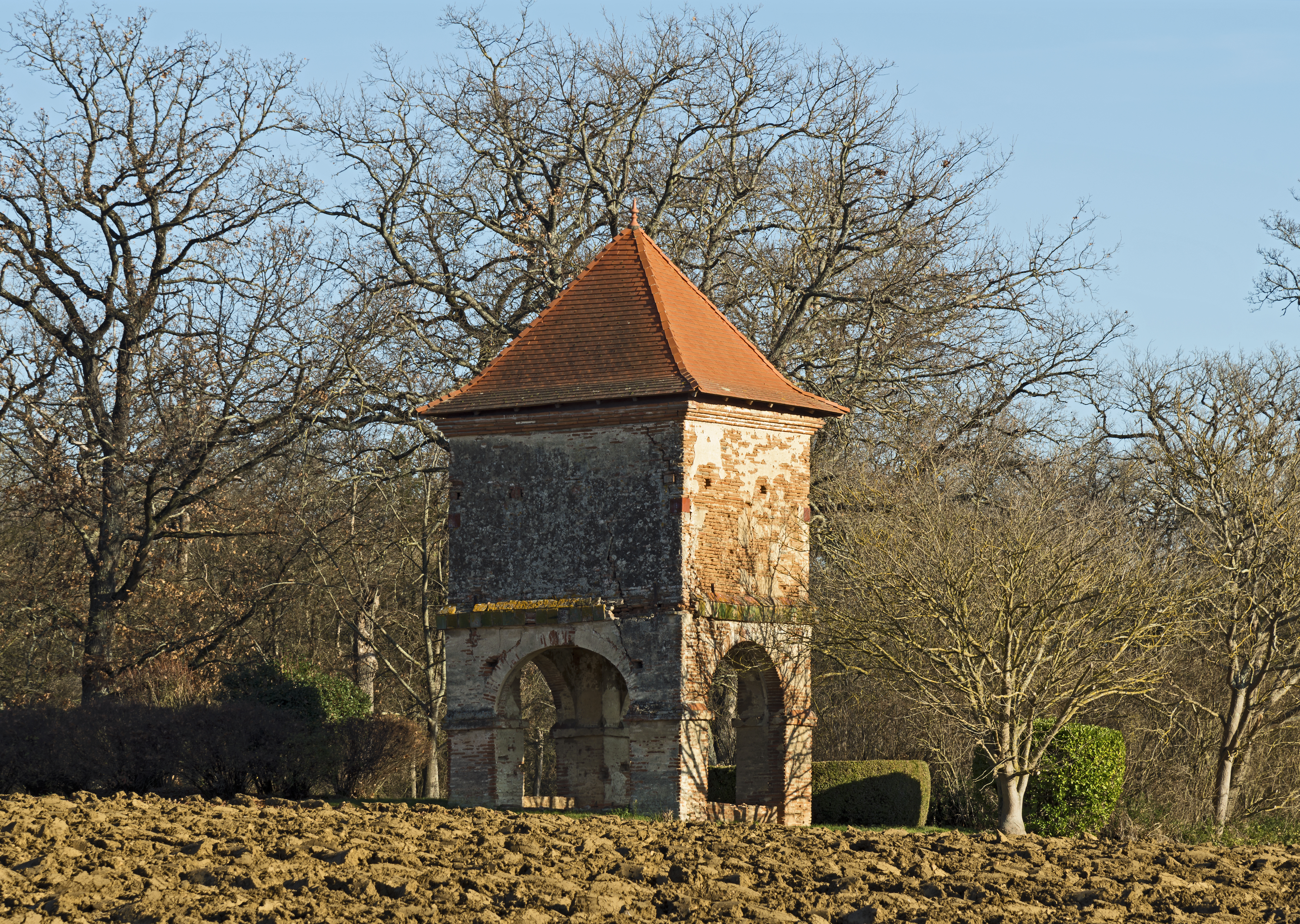
Pigeonnier du Bouysset.
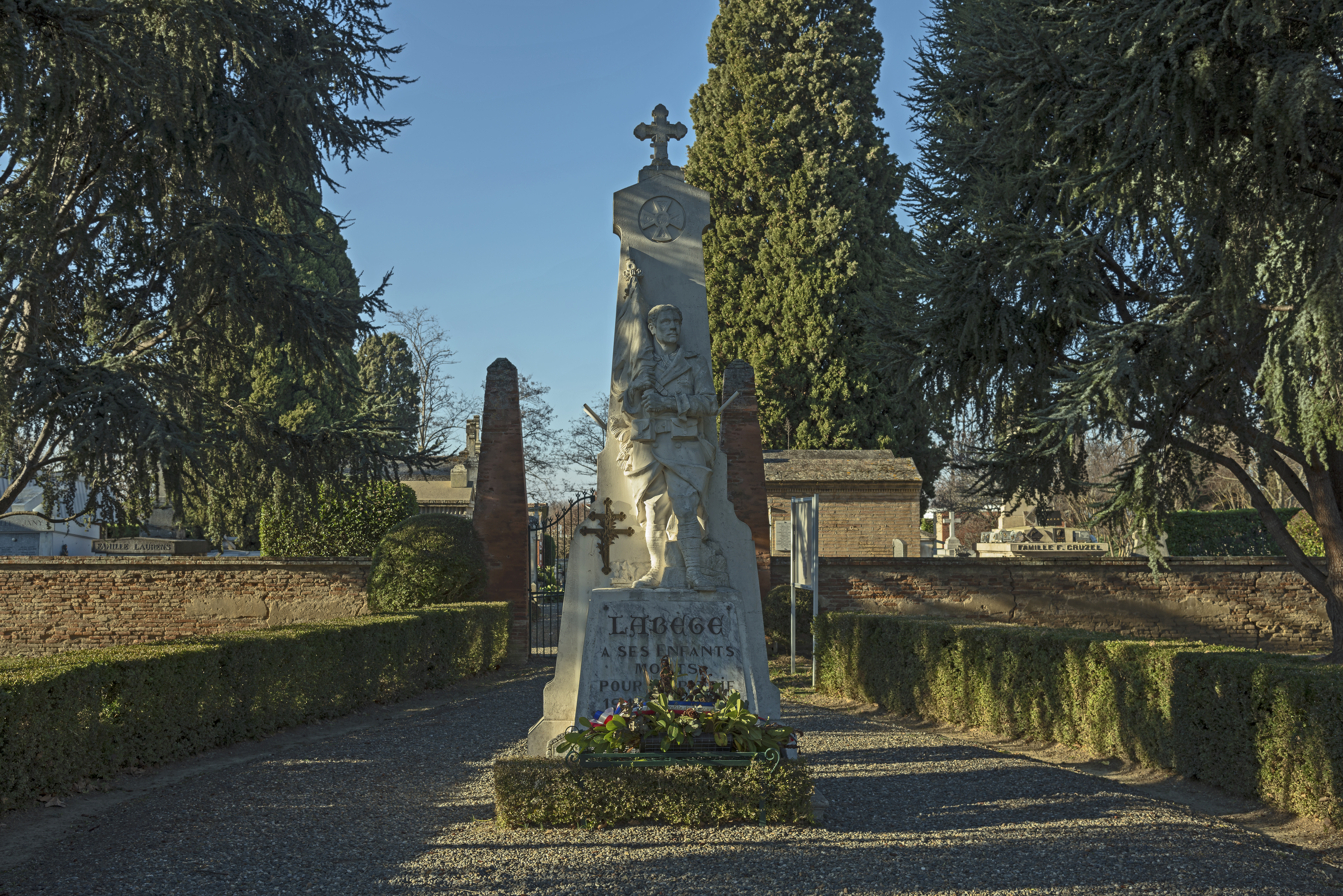
Le monument aux morts

### Personnalités liées à la commune
Le 28 février 1790, le curé Druilhe est élu premier maire de Labège.
- Édouard Dulaurier a été une gloire de Labège ; membre de l'institut, professant le malais et le sanskrit, il fut choisi par l'empereur Napoléon III pour aller consulter sous le pontificat de Pie IX les archives du Vatican pour recueillir les matériaux nécessaires pour écrire la vie de César. Il a également publié une histoire du Languedoc à la librairie Privat[56].

## Pour approfondir